# Bo Geens
Bo Geens (Mechelen, 10 augustus 1995) is een Belgisch voetballer die als doelman speelt. Hij is de zoon van Theo Custers.

## Clubcarrière

### Lokeren
Geens is afkomstig uit de jeugdopleiding van KSC Lokeren. In 2013 werd hij voor het eerst op het wedstrijdblad van de A-kern opgenomen. Door de concurrentie van Barry Boubacar Copa en Davino Verhulst kwam hij echter niet aan spelen toe in het eerste elftal. 

### Verhuur aan MVV
Tijdens het seizoen 2016/17 werd hij verhuurd aan MVV Maastricht, waar hij eerste doelman werd. Op 5 augustus 2016 debuteerde hij in de Eerste divisie tegen Helmond Sport (2-2), Geens incasseerde in deze wedstrijd twee treffers.

### Lierse Kempenzonen
Bij zijn terugkeer bij Lokeren bleven zijn speelkansen echter opnieuw uit. In 2018 trok Geens dan maar naar Lierse Kempenzonen, waar hij het seizoen startte als titularisdoelman. Daar werd hij uiteindelijk gepasseerd voor Senne Vits en Thibaut Rausin. 

### Verhuur aan Eendracht Aalst
Tijdens de tweede helft van het seizoen 2018/19 leende Lierse Kempenzonen hem uit aan reeksgenoot Eendracht Aalst.

### TOP Oss
Bij zijn terugkeer slaagde Geens er niet in om de concurrentiestrijd met Rausin te winnen. Nadat zijn contract bij Lierse Kempenzonen op het einde van het seizoen 2019/20 afliep, ging hij op de proef bij de Nederlandse tweedeklasser TOP Oss, waar doelman Ronald Koeman jr. een blessure had opgelopen. Geens ondertekende er een contract voor een jaar en werd er meteen eerste doelman.

### Excelsior
Op 2 augustus 2021 sloot Geens aan bij Excelsior. Hij ging spelen met rugnummer 20.

## Statistieken
| Seizoen         | Club               |                    | Competitie              | Competitie | Competitie | Beker | Beker | Internationaal | Internationaal | Totaal | Totaal |
| Seizoen         | Club               | Wed.               | Competitie              | Dlp.       | Wed.       | Dlp.  | Wed.  | Dlp.           | Wed.           | Dlp.   |        |
| --------------- | ------------------ | ------------------ | ----------------------- | ---------- | ---------- | ----- | ----- | -------------- | -------------- | ------ | ------ |
| 2012/13         | KSC Lokeren        | Vlag van België    | Jupiler Pro League      | 0          | 0          | 0     | 0     | –              | –              | 0      | 0      |
| 2013/14         | KSC Lokeren        | Vlag van België    | Jupiler Pro League      | 0          | 0          | 0     | 0     | –              | –              | 0      | 0      |
| 2014/15         | KSC Lokeren        | Vlag van België    | Jupiler Pro League      | 0          | 0          | 0     | 0     | –              | –              | 0      | 0      |
| 2015/16         | KSC Lokeren        | Vlag van België    | Jupiler Pro League      | 0          | 0          | 0     | 0     | –              | –              | 0      | 0      |
| Club totaal     | Club totaal        | Club totaal        | Club totaal             | 0          | 0          | 0     | 0     | 0              | 0              | 0      | 0      |
| 2016/17         | → MVV Maastricht   | Vlag van Nederland | Eerste divisie          | 42         | 0          | 1     | 0     | –              | –              | 43     | 0      |
| Club totaal     | Club totaal        | Club totaal        | Club totaal             | 42         | 0          | 1     | 0     | 0              | 0              | 43     | 0      |
| 2017/18         | KSC Lokeren        | Vlag van België    | Jupiler Pro League      | 0          | 0          | 0     | 0     | –              | –              | 0      | 0      |
| Club totaal     | Club totaal        | Club totaal        | Club totaal             | 0          | 0          | 0     | 0     | 0              | 0              | 0      | 0      |
| 2018/19         | Lierse Kempenzonen | Vlag van België    | Eerste klasse amateurs  | 12         | 0          | 1     | 0     | –              | –              | 13     | 0      |
| 2018/19         | → Eendracht Aalst  | Vlag van België    | Eerste klasse amateurs  | 10         | 0          | 0     | 0     | –              | –              | 10     | 0      |
| Club totaal     | Club totaal        | Club totaal        | Club totaal             | 10         | 0          | 0     | 0     | 0              | 0              | 10     | 0      |
| 2019/20         | Lierse Kempenzonen | Vlag van België    | Eerste klasse amateurs  | 4          | 0          | 0     | 0     | –              | –              | 4      | 0      |
| Club totaal     | Club totaal        | Club totaal        | Club totaal             | 16         | 0          | 1     | 0     | 0              | 0              | 17     | 0      |
| 2020/21         | TOP Oss            | Vlag van Nederland | Keuken Kampioen Divisie | 32         | 0          | 1     | 0     | –              | –              | 33     | 0      |
| Club totaal     | Club totaal        | Club totaal        | Club totaal             | 22         | 0          | 1     | 0     | 0              | 0              | 23     | 0      |
| Carrière totaal | Carrière totaal    | Carrière totaal    | Carrière totaal         | 90         | 0          | 3     | 0     | 0              | 0              | 93     | 0      |

Bijgewerkt tot 4 februari 2021.